# Заря молодёжи
«Заря молодёжи» — газета выходившая с сентября 1919 года в Саратове Являлась официальным органом Саратовского областного комитета ВЛКСМ.
История газеты началась в 1919 году. Для пропаганды целей и задач Всероссийского коммунистического союза молодежи (ВЛКСМ), накануне I губернского съезда комсомола вышла «Страничка юного пролетария» в газете «Саратовские известия» от 6 сентября 1919 года.
С 7 ноября 1919 года газета стала называться «Красные резервы».
19 декабря 1924 года вышел первый номер газеты «Большевистский молодняк».
С 1928 года газета стала выходить под названием «Молодой ленинец» как орган Нижне-Волжского краевого бюро ЦК ВЛКСМ и Саратовского окружного бюро ВЛКСМ, а впоследствии — орган Нижне-Волжского крайкома и Саратовского горкома ВЛКСМ.
В июле 1932 года центр Нижне-Волжского края был переведен из Саратова в Сталинград. Туда же переехала и редакция «Молодого ленинца», где газета стала выходить с 15 июля как орган Нижне-Волжского крайкома и Сталинградского горкома ВЛКСМ.
1 февраля 1934 года в Саратове вышел первый номер газеты «Молодой сталинец» — орган оргбюро ЦК ВЛКСМ Саратовского края и Саратовского горкома ВЛКСМ, а впоследствии — орган Саратовского областного и городского комитетов ВЛКСМ.
В связи с начавшейся Великой Отечественной войной выпуск газеты 22 августа 1941 года был приостановлен. Она вновь увидела свет 1 июля 1949 года.
С 12 сентября 1956 года и по 1998 год газета выходила под названием «Заря молодёжи» как орган Саратовского обкома ВЛКСМ.
Практически все саратовские журналисты прошли школу «Зари молодёжи». Многие выходцы из неё работали и сейчас работают в центральных газетах, журналах, на радио, российском телевидении, ИТАР-ТАСС, информационном агентстве «Ассошиэйтед Пресс».
В 1998 году на фестивале молодёжных газет, проводившемся в Курске, «Заря» заняла первое место и была признана лучшей молодёжной газетой страны.
Вскоре после этого выход газеты был прекращён. Несколько раз газету пытались реанимировать с помощью «административного ресурса», и каждый «посмертный» выпуск выходил весьма скромным — «подарочным» тиражом.